# 파스코갈레족
파스코갈레족(Phascogalini)은 주머니고양이목 주머니고양이과에 속하는 생물 족 분류의 하나이다. 안테키누스류와 파스코갈레류 등을 포함하고 있다.

## 하위 분류
- 파스코갈레족(Phascogalini)
  - 안테키누스속(Antechinus)
    - 열대안티키누스(Antechinus adustus)
    - 날쌘안티키누스(Antechinus agilis)
    - 엷은황갈색안티키누스(Antechinus bellus)
    - 노랑발안티키누스(Antechinus flaviceps)
    - 아테톤안티키누스(Antechinus godmani)
    - 황갈색안티키누스(Antechinus leo)
    - 늪안티키누스(Antechinus minimus)
    - 갈색안티키누스(Antechinus stuartii)
    - 아열대안티키누스(Antechinus subtropicus)
    - 검은안티키누스(Antechinus swainsonii)

  - 허베머주머니고양이속(Micromurexia)
    - 허베머주머니고양이(Micromurexia habbema)

  - 검은꼬리주머니고양이속(Murexechinus)
    - 검은꼬리주머니고양이(Murexechinus melanurus)

  - 짧은털주머니고양이속(Murexia)
    - 짧은털주머니고양이(Murexia longicaudata)

  - 넓은줄무늬주머니고양이속(Paramurexia)
    - 넓은줄무늬주머니고양이(Paramurexia rothschildi)

  - 긴코주머니고양이속(Phascomurexia)
    - 긴코주머니고양이(Phascomurexia naso)

  - 파스코갈레속(Phascogale)
    - 붉은꼬리파스코갈레(Phascogale calura)
    - 붓꼬리파스코갈레(Phascogale tapoatafa)